# 伊賀なな楓
伊賀 なな楓（いが ななか、1997年 ＜平成9年＞9月12日 - ）は、日本の作曲家、編曲家、元シンガーソングライター。伊賀服部氏の末裔。奈良県出身。

## 来歴
父親は忍術研究家の黒井 宏光、母の旧姓は伊賀。1歳頃から家業のプロ忍者集団「伝統忍者集団 黒党（くろんど）」の国内外のイベントで忍者ショーや忍者体験教室などの公演に出演。日本政府観光局、観光庁、日本大使館、大手一流企業、5つ星ホテルなど主催のイベントや、韓国、台湾、香港、ベトナム、フランス、中国、モスクワなどの海外公演にも出演。近年では、世界二番目の大型クルーズ客船 「Quantum of the Seas」 船内公演、世界三大音楽院「チャイコフスキー記念国立モスクワ音楽院」邦楽フェスティバルにも出演した。
小学生のときは練習嫌いで両親に叱られて泣いていた。体格が子供から大人に変わっていくにつれて、「それなりの仕事ができなければステージに立たせてもらえない」と不安を抱えていたことを自伝で明かした。女子高生になると、『伊賀流の子孫でアニメ声の可愛すぎる女子高生忍者』としてメディアに取り上げられ話題になった。だが、当時を振り返ったテレビ番組のインタビューでは「辞めたかった...」と複雑な心境だったことを明かした。思春期の頃は、家業の仕事を隠したいと思っていたこともあるという。しかし、続けてきたからこそ今では胸を張れるようになった。芸名には先祖を誇りに思う気持ちが込められている。
先祖
伊賀国（現三重県）伊勢平氏の武将、伊賀服部平内左衛門家長（いが はっとり へいないざえもん いえなが）。通称、平 家長 または 伊賀 家長。平家一門、平 知盛の重臣であり、安徳天皇の親衛隊長としても活躍した人物。源平合戦では伊賀忍者を率いて安徳天皇と三種の神器を護る役割を担った。その神出鬼没な活躍から”煙の末”と呼ばれ、『忍宝秘巻』には伊賀服部流忍術の始祖として記されている。
音楽活動
17歳からシンガーソングライターとして音楽活動を始めた。忍者と歌手の二刀流になったのは、子どもの頃に習っていた電子オルガン（エレクトーン）がきっかけ。公演で使うBGMの作曲も手がけるほか、作曲家・編曲家として楽曲提供などもおこなっている。2019年12月、耳の不調により音楽活動を休止。約4年間に及ぶ療養期間を経て、2023年7月7日より活動復帰。2024年1月10日にデジタルシングル「Snow song」で世界同時配信デビューを果たした。翌年の2025年2月13日、8枚目のシングル「Thanks」を最後にシンガーソングライターとしての活動に幕を閉じた。

## 出演

### テレビ番組
- テレビ東京 「スキヤキ！ロンドンブーツ大作戦」[9]
- フジテレビ 「笑っていいとも 増刊号」[9]
- TBS 「スクープ映像大賞」[9]
- NHK総合 「ウイークエンド中部」[9]
- 読売テレビ 「遠くへ行きたい」[9]
- テレビ東京 「ポチたま」[9]
- 日本テレビ 「日テレ系人気番組が大集合！番組対抗スペシャル」[9]
- NHK教育 「天才てれびくんMAX」（2010年5月26日）[9][10]
- 読売テレビ 「生朝ワイド す・またん!」[9]
- 関西テレビ 「ごきげんライフスタイル よ～いドン!」[9]
- J:com大阪 「魁なすなか塾」[9]
- BS11 「とことん歴史紀行」[9]
- 奈良テレビ 「ゆうドキッ！」[9]
- NHK World 「Drainspotters」[9]
- CBCテレビ 「イッポウ」[9]
- びわ湖放送 「キラりん滋賀」[9]
- 東海テレビ 「祭人魂」[9]
- 毎日放送 「メッセンジャーの○○は大丈夫なのか」[9][11][5]
- CS-TBS「和田雅成と安里勇哉の男映えNINJA対決 後編」[9]
- 三重テレビ 「ゲンキ!みえ!生き活きリポート」[9][12]

### ラジオ
- FMなばり 「ほっと。すてーしょん83.5」[9][10]
- エフエム東京「 Honda Smile Mission 」[9]
- 文化放送 「 超!A&G+スペシャル Dash! スシニンジャ リリース 直前スペシャル」[9]

## 書籍
- 集英社『週刊プレイボーイ』[9]2010年 職業選手名鑑 第21回
- 洋泉社MOOK 『和田竜 読本』[9]33ページ 2017年7月2日発行
- アドバンスコープ 『フリーペーパーnava』[13]

## 新聞連載
- 信濃毎日新聞 こども新聞 コラム『忍者のナナです』（2016年‐2018年）[9]

|    | 掲載日     | タイトル                           |
| -- | ---------- | ---------------------------------- |
| -  | 2016/03/26 | コラム『忍者のナナです』始まります |
| -  | 2016/03/30 | 新企画登場                         |
| １ | 2016/04/14 | 忍者生活18年 Ｉ♡長野県             |
| ２ | 2016/05/09 | 上田公演で成長 もう迷わない        |
| ３ | 2016/06/18 | もうひとつの顔 曲作り              |
| ４ | 2016/07/16 | ワクワク 戸隠で会おう              |
| ５ | 2016/08/20 | ニンジャの魅力 海外に              |
| ６ | 2016/09/17 | 自作の台本 戸隠でショー            |
| ７ | 2016/10/15 | 石になり隠れる 伊賀の術            |
| ８ | 2016/11/19 | 好き嫌いは許されないぞ             |
| ９ | 2016/12/17 | 変装してみんなの周りに             |
| 10 | 2017/01/21 | 実験 唐辛子で寒さ対策              |
| 11 | 2017/02/18 | リズムよく すう はく♪              |
| 12 | 2017/03/18 | 被災地訪ね 元気もらう              |
| 13 | 2017/04/15 | 記憶術 覚え方に工夫                |
| 14 | 2017/05/20 | 身近な道具 武器にした              |
| 15 | 2017/06/17 | 昔のキャンプは命がけ               |
| 16 | 2017/07/15 | ひみつの手紙で"好きです♡"          |
| 17 | 2017/08/19 | 空中から火を降らす!?               |
| 18 | 2017/09/16 | かげの存在 支えたくノ一            |
| 19 | 2017/10/21 | 急な旅に"忍び六具"                 |
| 20 | 2017/11/18 | 秘密の書物を守る忍者屋敷           |
| 21 | 2017/12/16 | 力を出すための健康術               |
| 22 | 2018/01/20 | 分身の術 暗示をかける              |
| 23 | 2018/02/17 | 忍者の呼び方はさまざま             |
| 24 | 2018/03/17 | 信州のみなさんのおかげ             |

## ディスコグラフィ
| ＃ | 発売日     | タイトル         |
| -- | ---------- | ---------------- |
| １ | 2024/01/10 | Snow song        |
| ２ | 2024/02/02 | 光れ             |
| ３ | 2024/04/27 | すり足ですりすり |
| ４ | 2024/07/25 | 恋をしました。   |
| ５ | 2024/09/11 | 千里善走         |
| ６ | 2024/12/10 | Gerbera          |
| ７ | 2024/12/25 | 明鏡             |
| ８ | 2025/02/01 | Thanks           |